# Distrito electoral de Madison (condado de Madison, Nebraska)
Madison (en inglés: Madison Precinct) es un distrito electoral ubicado en el condado de Madison en el estado estadounidense de Nebraska. En el Censo de 2010 tenía una población de 181 habitantes y una densidad poblacional de 1,98 personas por km².

## Geografía
Madison se encuentra ubicado en las coordenadas 41°46′46″N 97°24′24″O / 41.77944, -97.40667. Según la Oficina del Censo de los Estados Unidos, Madison tiene una superficie total de 91.19 km², de la cual 90.82 km² corresponden a tierra firme y (0.4%) 0.37 km² es agua.

## Demografía
Según el censo de 2010, había 181 personas residiendo en Madison. La densidad de población era de 1,98 hab./km². De los 181 habitantes, Madison estaba compuesto por el 91.71% blancos, el 0% eran afroamericanos, el 0% eran amerindios, el 0% eran asiáticos, el 0% eran isleños del Pacífico, el 7.73% eran de otras razas y el 0.55% pertenecían a dos o más razas. Del total de la población el 8.84% eran hispanos o latinos de cualquier raza.